# جورجيو فريزولينى
جورجيو فريزولينى (بالإيطالية: Giorgio Frezzolini)‏ (21 يناير 1976 بروما في إيطاليا - ) هو لاعب كرة قدم إيطالي في مركز حراسة المرمى. لعب مع أتالانتا وإنتر ميلان وإيه سي ميلان وكييفو فيرونا ونادي أسكولي ونادي أودينيزي ونادي فينيزيا ونادي كاربي ونادي لاتسيو ونادي ليتشي ونادي مودينا وكوسينزا كالشيو ونادي طرابنش 1905 ‏ وFidelis Andria 2018 ‏ وAssociazione Sportiva Dilettantistica Cerveteri Calcio ‏ وCosenza Calcio 1914 ‏.

## روابط خارجية
- جورجيو فريزولينى على موقع قاعدة بيانات كرة القدم.إي يو (الإنجليزية)
- جورجيو فريزولينى على موقع Soccerway.com (الإنجليزية)
- جورجيو فريزولينى على موقع عالم كرة القدم.نت (الإنجليزية)
- جورجيو فريزولينى على موقع AS.com (الإسبانية)